# Beatriz Caballero
Beatriz del Pilar Ignacia del Perpetuo Socorro Caballero Holguín (Bogotá, 27 de septiembre de 1948 - Bogotá, 12 de febrero de 2025) fue una escritora, titiritera, artista, guionista, y divulgadora cultural colombiana.

## Biografía
Beatriz nació en Bogotá, el 27 de septiembre de 1948, en el seno de una familia de la aristocracia colombiana. Meses antes de su nacimiento se presentaron los disturbios de El Bogotazo, el 9 de abril de ese año. En 1951, su familia se trasladó a Tipacoque, para buscar nuevas fuentes de ingresos, ya que la familia atravesaba dificultades económicas en Bogotá, y por la cercanía del padre de Beatriz al municipio.

### Exilio en España
A los seis años, en 1953, los Caballero salieron exiliados de Colombia, rumbo a España, a raíz del golpe de Estado que puso a Gustavo Rojas Pinilla en el poder. Allí, en Madrid, comenzó a acercarse al arte de los títeres. En 1957, con la renuncia de Rojas, la familia regresó a su país, e Isabel comenzó sus estudios en el prestigioso Gimnasio Moderno, de Bogotá, instalándose en el barrio Teusaquillo.

### Regreso a Europa, primeros trabajos artísticos y regreso a Colombia
En 1962, la familia se instaló en París, ya que el padre de Beatriz fue nombrado embajador ante la UNESCO por el presidente Guillermo León Valencia. En 1964, Beatriz fue enviada a Londres para terminar sus estudios en un internado, como su madre, haciendo énfasis en la literatura francesa y española. De regreso a París, estudió en el Université Catholique y en el l’ École du Louvre.
En 1966 regresó a Colombia con su familia. En 1969 su padre fue elegido alcalde de Tipacoque por el presidente Carlos Lleras Restrepo, mientras Beatriz tomaba cursos de humanidades en la Universidad de los Andes, asistía a talleres de poesía con su pariente Andrés Holguín, y dirigía el Teatro del Parque Nacional gracias al Instituto Colombiano de Cultura Colcultura.

## Familia

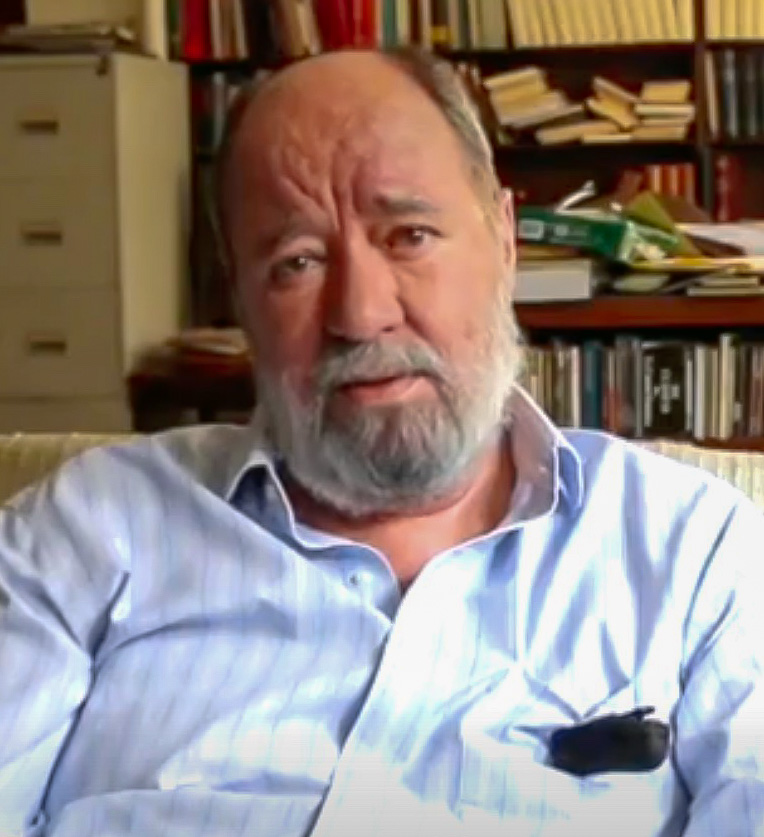
Su hermano, Antonio Caballero.

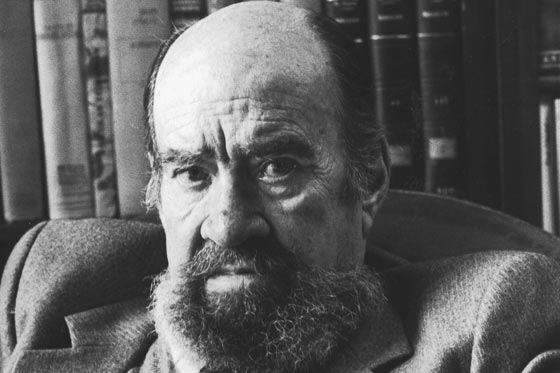
Su padre, Eduardo Caballero.

Beatriz Holguín Caballero era miembro de la aristocracia bogotana, siendo sus padres los periodistas Eduardo Caballero Calderón e Isabela "Belle" Holguín Dávila, siendo sus hermanos María del Carmen "Nane", Luis y Antonio Caballero Calderón.
Su hermana María del Carmen, se casó con Gabriel Uricoechea Salazar, bisnieto del expresidente Juan Agustín Uricoechea Navarro; Luis, pintor, tuvo como pareja al estadounidense Terry Guitar Wallace; y Antonio, escritor y periodista, estuvo casado con la escritora Alexandra Samper.

### Familia paternaː Los Caballero Calderón
Su padre era hermano del periodista Lucas Caballero Calderón, y ambos eran hijos del político y militar Lucas Caballero Barrera.  Así mismo, Eduardo era sobrino de Julio Caballero, siendo su prima la periodista Cecilia Caballero Blanco, quien se casó con el hijo mayor del empresario y político Alfonso López Pumarejoː Alfonso López Michelsen, con quien tuvo a los hermanos Alfonso, Juan Manuel y Felipe López Caballero.

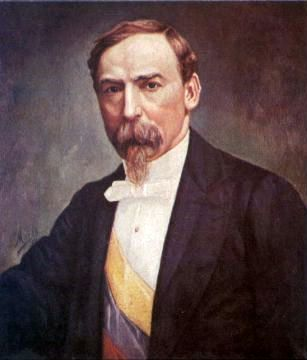
Su abuelo materno, Carlos Holguín.

### Familia maternaː Los Holguín Dávila
Su madre era hija de Jaime Holguín y Caro, uno de los hijos del Carlos Holguín Mallarino (expresidente de Colombia), y de Margarita Caro, hermana a su vez del expresidente Miguel Antonio Caro; sus ilustres tíos eran Álvaro, Hernando, Clemencia y Margarita Holguín y Caro. Por su parte, Carlos era hermano del expresidente Jorge Holguín Mallarino, y Margarita y Miguel del escritor José Eusebio Caro, cofundador del Partido Conservador Colombiano.
Por otro lado, su madre era nieta del militar Juan Manuel Dávila, quien era hermano del dirigente e industrial José Domingo Dávila Pumarejo. Los hermanos Dávila eran nietos del exsenador José Domingo Pumarejo, uno de los fundadores del conservatismo junto a Ospina y Caro, y a su turno eran primos del político y periodista Alberto Pumarejo Vengeoechea, y pariente por tanto del expresidente López Pumarejo, del banquero Julio Mario Santodomingo, y del político Jaime Pumarejo Heins.